# Metapogon leechi
Metapogon leechi là một loài ruồi trong họ Asilidae. Metapogon leechi được Wilcox miêu tả năm 1964. Loài này phân bố ở vùng Tân Bắc giới.